# قمحدوة
القَمَحْدُوَة (الجمع: قماحد) (باللاتينية: inion) هي أعلى نقطة من الناشزة القذالية الخارجية في مؤخرة الجمجمة، ويستفاد منها في تحديد قطر الجمجمة، وهي مكان ارتكاز الرباط القفوي والعضلة شبه المنحرفة. وهو أحد الأماكن المستخدمة في الحجامة.

## الأصل اللغوي
يقول ابن منظور في لسان العرب جذر قمحد:
| قمحدوة | القَمَحْدُوَةُ: الهَنَةُ الناشزة فوق القفا، وهي بين الذؤابة والقفا منحدرة عن الهامة إذا استلقى الرجل أَصابت الأَرض من رأْسه. | قمحدوة |